# مقاطعة لاكروس (ولاية ويسكونسن)
مقاطعة لاكروس هي مقاطعة في ويسكونسن، بلغ عدد سكانها 114٬638  نسمة، في 2010، عاصمتها لاكروس، تبلغ مساحتها 1٬243 كيلومتر مربع.

## الموقع
تشترك في الحدود مع:
- مقاطعة ترمبيلاو
- مقاطعة فيرنون
- مقاطعة هوستون
- مقاطعة مونرو
- مقاطعة جاكسون
- مقاطعة وينونا.

## التقسيمات الإدارية
- لاكروس.